# Diskografie Elly Eyre
Toto je seznam vydané diskografie anglické zpěvačky Elly Eyre.

## Alba

### Studiová alba
| Název  | Detaily o albu                                       | Umístění v hitparádách | Umístění v hitparádách | Umístění v hitparádách | Umístění v hitparádách | Certifikace |
| Název  | Detaily o albu                                       | UK                     | BEL (FL)               | IRE                    | SWI                    | Certifikace |
| ------ | ---------------------------------------------------- | ---------------------- | ---------------------- | ---------------------- | ---------------------- | ----------- |
| Feline | - Vydáno: 28. srpna 2015 - Vydavatelství: Virgin EMI | 4                      | 35                     | 35                     | 70                     | - BPI: Gold |

## Extended play
| Název               | Detaily                                                   |
| ------------------- | --------------------------------------------------------- |
| Deeper              | - Vydáno: 13. prosince 2013 - Vydavatelství: Virgin EMI   |
| Ella Eyre           | - Vydáno: 10. února 2015 - Vydavatelství: Virgin EMI (US) |
| Quarter Life Crisis | - Vydáno: 14. srpna 2020 - Vydavatelství: Island          |

## Singly

### Jako hlavní umělkyně
| Název                                                                                   | Rok  | Umístění v hitparádách | Umístění v hitparádách | Umístění v hitparádách | Umístění v hitparádách | Umístění v hitparádách | Umístění v hitparádách | Umístění v hitparádách | Umístění v hitparádách | Umístění v hitparádách | Certifikace                                                                                                 | Album                      |
| Název                                                                                   | Rok  | UK                     | AUS                    | IRE                    | NLD                    | POL                    | SCO                    | SWI                    | SWE                    | US Dance               | Certifikace                                                                                                 | Album                      |
| --------------------------------------------------------------------------------------- | ---- | ---------------------- | ---------------------- | ---------------------- | ---------------------- | ---------------------- | ---------------------- | ---------------------- | ---------------------- | ---------------------- | --- | -------------------------- |
| "Deeper"                                                                                | 2013 | 72                     | —                      | —                      | —                      | —                      | —                      | —                      | —                      | —                      | | Deeper, Ella Eyre & Feline |
| "If I Go"                                                                               | 2014 | 16                     | —                      | 80                     | —                      | —                      | 9                      | —                      | —                      | —                      | - BPI: Silver                                                                                               | Ella Eyre & Feline         |
| "Comeback"                                                                              | 2014 | 12                     | —                      | —                      | —                      | —                      | 10                     | —                      | —                      | —                      | - BPI: Silver                                                                                               | Ella Eyre & Feline         |
| "Together"                                                                              | 2015 | 12                     | —                      | 82                     | —                      | —                      | 6                      | —                      | —                      | —                      | - BPI: Silver                                                                                               | Feline                     |
| "Good Times"                                                                            | 2015 | 37                     | —                      | —                      | —                      | —                      | 14                     | —                      | —                      | —                      | - BPI: Silver                                                                                               | Feline & Life              |
| "Swing Low, Sweet Chariot"                                                              | 2015 | 134                    | —                      | —                      | —                      | —                      | 87                     | —                      | —                      | —                      | | Singl bez alb              |
| "Came Here for Love" (se Sigala)                                                        | 2017 | 6                      | 53                     | 9                      | 28                     | 4                      | 2                      | 49                     | 66                     | 32                     | - BPI: 3× Platinum - ARIA: Gold - FIMI: Gold - GLF: Gold - IFPI DEN: Gold - IFPI SWI: Gold - ZPAV: Platinum | Brighter Days              |
| "Ego" (feat. Ty Dolla Sign)                                                             | 2017 | 67                     | —                      | —                      | —                      | —                      | 33                     | —                      | —                      | —                      | | Singly bez alb             |
| "Answerphone" (s Banx & Ranx feat. Yxng Bane)                                           | 2018 | 5                      | —                      | 10                     | 88                     | 72                     | 10                     | —                      | —                      | 22                     | - BPI: Platinum                                                                                             | Singly bez alb             |
| "Just Got Paid" (se Sigala a Meghan Trainor feat. French Montana)                       | 2018 | 11                     | —                      | 12                     | —                      | 44                     | 7                      | 40                     | —                      | 24                     | - BPI: Platinum - ARIA: Gold - ZPAV: Gold                                                                   | Brighter Days              |
| "Mama" (s Banx & Ranx feat. Kiana Ledé)                                                 | 2019 | —                      | —                      | —                      | —                      | —                      | —                      | —                      | —                      | —                      | | Singly bez alb             |
| "New Me"                                                                                | 2020 | —                      | —                      | —                      | —                      | —                      | —                      | —                      | —                      | —                      | | Singly bez alb             |
| "L.O.V.(e)"                                                                             | 2020 | —                      | —                      | —                      | —                      | —                      | —                      | —                      | —                      | —                      | | Quarter Life Crisis        |
| "Dreams" (s Yxng Bane)                                                                  | 2020 | —                      | —                      | —                      | —                      | —                      | —                      | —                      | —                      | —                      | | Quarter Life Crisis        |
| "Careless"                                                                              | 2020 | —                      | —                      | —                      | —                      | —                      | —                      | —                      | —                      | —                      | | Quarter Life Crisis        |
| "Tell Me About It"                                                                      | 2020 | —                      | —                      | —                      | —                      | —                      | —                      | —                      | —                      | —                      | | Quarter Life Crisis        |
| "Wired" (se Sonny Fodera)                                                               | 2020 | —                      | —                      | —                      | —                      | —                      | —                      | —                      | —                      | —                      | | Wide Awake                 |
| "Don't You Want Me"                                                                     | 2020 | —                      | —                      | —                      | —                      | —                      | —                      | —                      | —                      | —                      | | Singly bez alb             |
| "Deep Down" (s Alok a Kenny Dope feat. Never Dull)                                      | 2022 | 62                     | —                      | 34                     | 20                     | 28                     | —                      | —                      | —                      | 32                     | - BPI: Silver                                                                                               | Singly bez alb             |
| "No Angels" (s Bastille)                                                                | 2023 | —                      | —                      | —                      | —                      | —                      | —                      | —                      | —                      | —                      | | Bad Blood X                |
| "Head in the Ground" (s Tiggs Da Author)                                                | 2023 | —                      | —                      | —                      | —                      | —                      | —                      | —                      | —                      | —                      | | bude oznámeno              |
| "Ain't No Love That Blind"                                                              | 2024 | —                      | —                      | —                      | —                      | —                      | —                      | —                      | —                      | —                      | | bude oznámeno              |
| "Domino Szn"                                                                            | 2024 | —                      | —                      | —                      | —                      | —                      | —                      | —                      | —                      | —                      | | bude oznámeno              |
| "—" značí, že se nahrávka neumístila v hitparádách nebo v tomto území ani nebyla vydána |      |                        |                        |                        |                        |                        |                        |                        |                        |                        | |                            |

### Jako vedlejší umělkyně
| "Waiting All Night" (Rudimental feat. Ella Eyre)                                        | 2013 | 1  | 1 | 6  | 37 | 13 | 4  | 26 | 9 | 2 | 67 | - BPI: 3× Platinum - ARIA: Platinum - BEA: Gold - RMNZ: Gold | Home          |
| "Think About It" (Naughty Boy feat. Wiz Khalifa a Ella Eyre)                            | 2013 | 78 | — | —  | —  | —  | —  | —  | — | — | —  |                                                              | Hotel Cabana  |
| "Gravity" (DJ Fresh feat. Ella Eyre)                                                    | 2015 | 4  | 1 | —  | —  | 16 | 67 | 86 | — | 5 | —  | - BPI: Platinum                                              | Feline        |
| "Bridge over Troubled Water" (jako Artists for Grenfell)                                | 2017 | 1  | — | 53 | 32 | 26 | 25 | —  | — | 1 | 28 | - BPI: Gold                                                  | Singl bez alb |
| "Body Loose" (Dizzee Rascal feat. Ella Eyre)                                            | 2020 | —  | — | —  | —  | —  | —  | —  | — | — | —  |                                                              | E3 AF         |
| "Stop Crying Your Heart Out" (jako BBC Radio 2's Allstars)                              | 2020 | 7  | — | —  | —  | —  | —  | —  | — | — | —  |                                                              | Singl bez alb |
| "—" značí, že se nahrávka neumístila v hitparádách nebo v tomto území ani nebyla vydána |      |    |   |    |    |    |    |    |   |   |    |                                                              |               |

## Další umístěné písně
| Název                                                                                   | Rok  | Umístění v hitparádách | Umístění v hitparádách | Umístění v hitparádách | Certifikace                 | Album         |
| Název                                                                                   | Rok  | UK                     | GER                    | SWI                    | Certifikace                 | Album         |
| --------------------------------------------------------------------------------------- | ---- | ---------------------- | ---------------------- | ---------------------- | --------------------------- | ------------- |
| "Someday (Place in the Sun)" (Tinie Tempah feat. Ella Eyre)                             | 2014 | 87                     | 88                     | 61                     |                             | Demonstration |
| "We Don't Have to Take Our Clothes Off"                                                 | 2015 | 54                     | —                      | —                      | - BPI: Platinum - GLF: Gold | Ella Eyre     |
| "—" značí, že se nahrávka neumístila v hitparádách nebo v tomto území ani nebyla vydána |      |                        |                        |                        |                             |               |

## Spolu umělkyně
| Název                                   | Rok  | Další umělec    | Album                                   |
| --------------------------------------- | ---- | --------------- | --------------------------------------- |
| "No Angels"                             | 2012 | Bastille        | Other People's Heartache Pt. 2          |
| "Free"                                  | 2012 | Bastille, Erika | Other People's Heartache Pt. 2          |
| "We Don't Have to Take Our Clothes Off" | 2013 | žádné           | Virgin Records: 40 Years of Disruptions |
| "Someday (Place in the Sun)"            | 2013 | Tinie Tempah    | Demonstration                           |
| "Too Cool"                              | 2015 | Rudimental      | We the Generation                       |
| "Up"                                    | 2015 | Olly Murs       | Never Been Better (special edition)     |
| "Business"                              | 2021 | Becky Hill      | Only Honest on the Weekend              |